# Lonchoptera hakonensis
Lonchoptera hakonensis är en tvåvingeart som beskrevs av Matsumura 1916. Lonchoptera hakonensis ingår i släktet Lonchoptera och familjen spjutvingeflugor. Inga underarter finns listade i Catalogue of Life.